# José Manuel Castañón

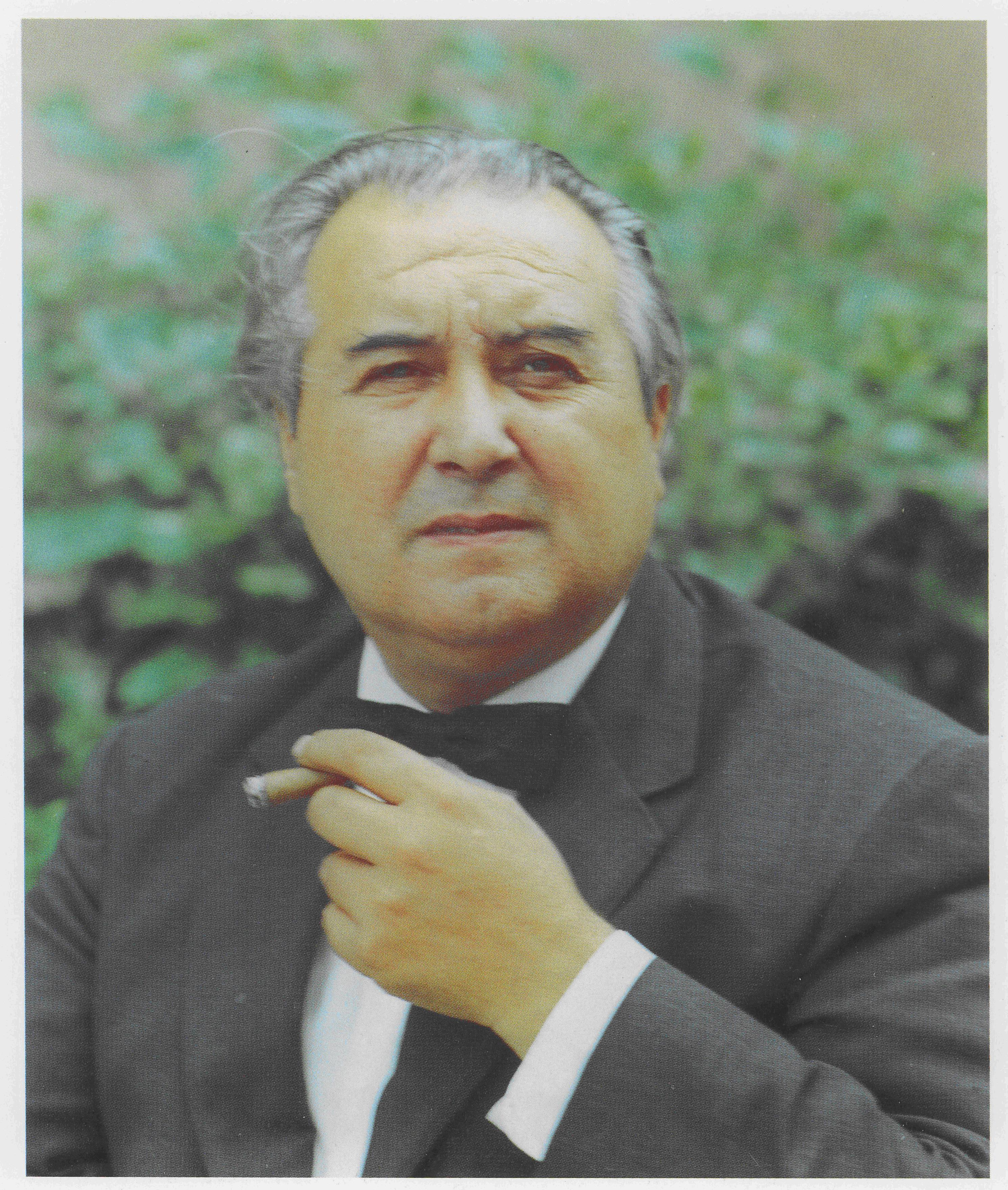
José Manuel Castañón en 1975.

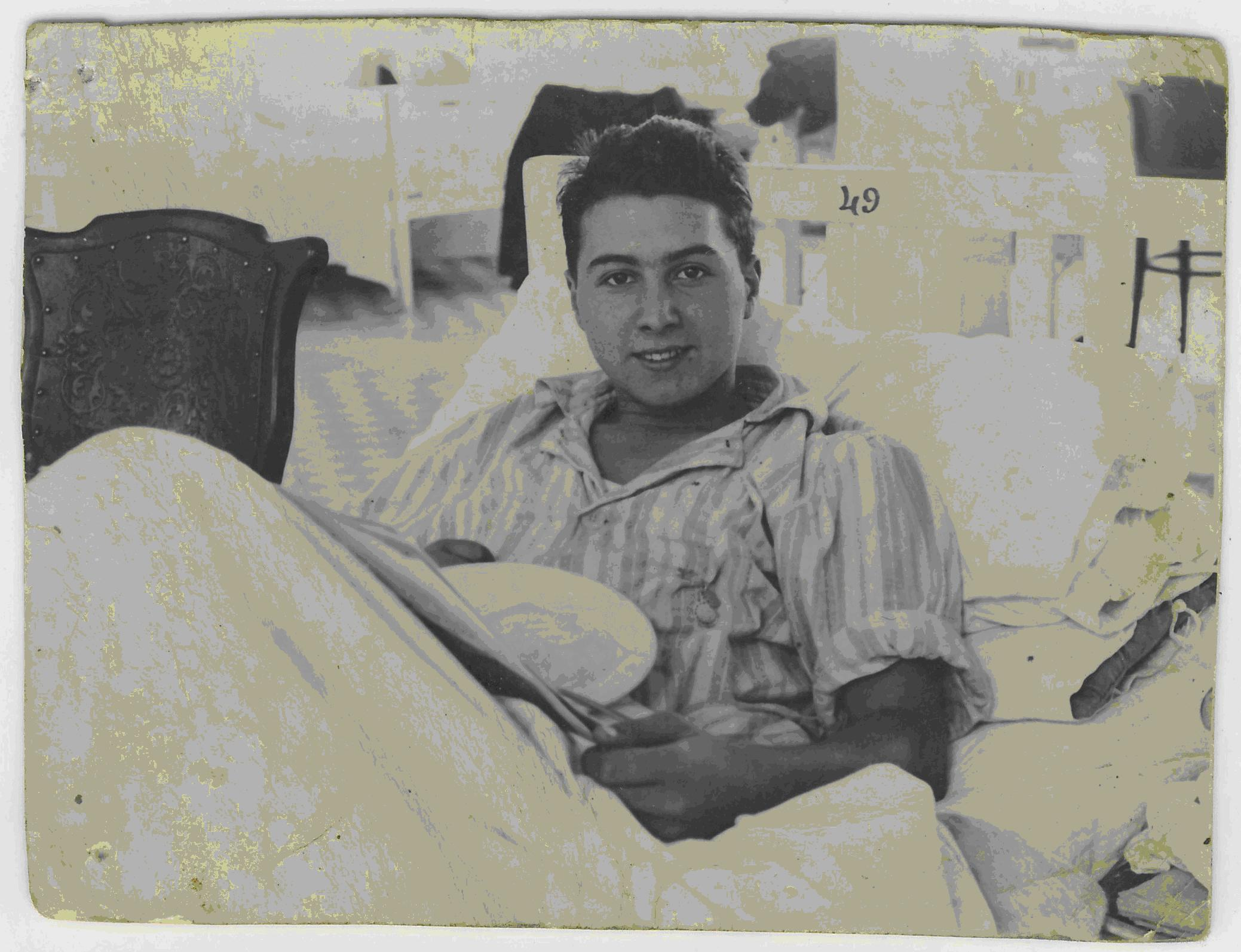
José Manuel Castañón en el Hospital, Galicia, 1937.

José Manuel Castañón (Pola de Lena, 10 de febrero de 1920-Madrid, 6 de junio de 2001) fue un escritor español. Luchó en el bando sublevado, pero muy pronto se desilusionó del régimen de Franco, y en 1957 se exilió voluntariamente en Venezuela. Moletú-Volevá, su novela más conocida, se publicó en Madrid en 1956.

## Biografía
José Manuel Castañón era el tercero de siete hijos del abogado Guillermo Castañón, y de Berta de la Peña. Pasó una niñez feliz; disfrutaba de la lectura en la biblioteca de su padre, y ya a muy temprana edad comenzó sentir la vocación de escritor.
Al estallar la guerra civil española  Castañón abandonó en secreto la casa paternal para ir a incorporarse al bando sublevado en un batallón de infantería. Durante la toma de Oviedo, en 1937, fue herido gravemente en el brazo y perdió el uso de la mano derecha, no obstante después de recuperarse de las heridas, regresó al frente y fue ascendido al grado de alférez. 
En 1941 se alistó en la División Azul. A su regresο, terminó sus estudios de derecho y se graduó por la Universidad de Oviedo en 1945. En 1942 contrajo matrimonio con su prima Nieves Escalada, con la cual tuvo cinco hijos. Perteneciente al ala radical de Falange, Castañón ejerció la carrera de abogado por varios años en Oviedo, pero pronto se desilusiona del régimen de Francisco Franco y comienza a protestar abiertamente en contra de la dictadura, exigiendo un justo trato para los republicanos y abogando por procedimientos legales menos discriminatorios para los familiares de los republicados caídos y para los mutilados republicanos. En 1953 fue acusado de ser un subversivo y fue encarcelado.
En la cárcel escribió su primera novela, Moletu-Voleva, o la novela de la locura dolarista, una sátira tragicómica inspirada en la desequilibrada personalidad de uno de los reclusos y en su búsqueda desenfrenada por alcanzar la fortuna jugando a la lotería y rellenando quinielas. La novela fue publicada en 1956, escapando a la censura. En 1957 Castañón publicó también Bezana Roja. Por ese entonces, Castañón ya había decidido irse al exilio por considerar incompatible su profesión de escritor con la dictadura de Franco. Renuncia a su grado de Capitán y, en una carta dirigida al gobierno, pide que su sueldo de Mutilado de Guerra sea destinado a un mutilado republicano y huye a Francia. De allí se va a Venezuela en donde su mujer y sus cinco hijos se reúnen con él dos años más tarde.
En Venezuela mantuvo a su familia ejerciendo exclusivamente la profesión de escritor y es en Caracas donde publica la mayor parte de su obra. En 1987, el Gobierno de Venezuela le otorga la Orden de Andrés Bello de la Cultura.
En la División Azul escribió un diario que permaneció inédito por muchos años. Se publicó en 1991 bajo el título de El Diario de una Aventura.
José Manuel Castanón era un gran apasionado de la poesía y tenía la extraordinaria habilidad de recitar de memoria centenares de poemas. Sobre su muy admirado poeta peruano, César Vallejo, escribió Pasión por Vallejo. En 1983 fue nombrado hijo adoptivo de Santiago de Chuco, lugar de nacimiento de Vallejo. Castanón escribió también libros sobre su ideología, sus convicciones políticas y su lucha interna.
En 1978, cuando en España ya había desaparecido la dictadura franquista, regresó a Madrid, donde murió el 6 de junio de 2001.
Castañón perdió a su esposa en 1983, y a su único hijo en 1997.
Le sobreviven sus cuatro hijas.

## Obras principales
- Moletu-Voleva (1956)
- Bezana roja  (1957)
- Andrés cuenta su historia (1962)
- Encuentro con Venezuela (1962)
- Confesiones de un vivir absurdo (1959)
- Una balandra encalla en tierra firme (1958)
- Cuba, hablo contigo (1989)
- Cuba, sigo hablando contigo (1993)
- Pasión por Vallejo (1963)
- Entre dos orillas (1975)
- Me confieso bolivarianamente (1982)
- Cuentos vividos (1976)
- Diario de una aventura. Memorias sobre su paso por la División Azul (1991)
- En mi sentir revuelto (1992)
- Mi padre y Ramón Gomez de la Serna